# ورلین
ورلین (به فرانسوی: Verlin) یک کمون در فرانسه است که در Canton of Saint-Julien-du-Sault واقع شده‌است.

## خصوصیات
ورلین ۱۴٫۱۰ کیلومترمربع مساحت و ۴۱۹ نفر جمعیت دارد.